# Scacco
Scacco – wydawane od 1970 włoskie  czasopismo szachowe o charakterze miesięcznika wydawane w Santa Maria Capus Ceserte. Zawiera dodatek "Telescaco" będący organem Stowarzyszenia Włoskich Szachistów w grze korespondencyjnej.